# Женская сборная Уганды по софтболу
Женская национальная сборная Уганды по софтболу — представляет Уганду на международных софтбольных соревнованиях. Управляющей организацией является Ассоциация бейсбола и софтбола Уганды (англ. Uganda Baseball and Softball Association).

## Результаты выступлений

### Чемпионаты мира
| Год        | Победы         | Поражения      | Место          |
| ---------- | -------------- | -------------- | -------------- |
| 1965—2014  | не участвовали | не участвовали | не участвовали |
| 2016       | 2              | 4              | 24             |
| 2018—н. в. | не участвовали | не участвовали | не участвовали |